# Селиярово
Селиярово — село в сельском поселении Селиярово Ханты-Мансийского района Ханты-Мансийского автономного округа — Югры (Россия).
Расположено на правом берегу Оби в 78 км к северо-востоку от Ханты-Мансийска.
В Селиярово находится Музей-усадьба сельского торговца — филиал Музея природы и человека в Ханты-Мансийске. Также есть церковь, заново отстроенная после пожара XIX века, новая двухэтажная школа (сдана 1 сентября 2008 года), пять магазинов.

## Климат
Климат резко континентальный, зима суровая, с сильными ветрами и метелями, продолжающаяся семь месяцев. Лето относительно тёплое, но быстротечное.

## Население
| 2010  | 2012  | 2013  | 2014  | 2015  | 2016  | 2017  |
| ----- | ----- | ----- | ----- | ----- | ----- | ----- |
| 1894  | ↗1937 | ↗1958 | ↗1986 | ↗2000 | ↘1985 | ↗1997 |
| 2018  | 2019  | 2020  | 2021  |       |       |       |
| ↗2012 | ↗2062 | ↘2059 | ↘1503 |       |       |       |